# Moonlit Winter
Yoon Hee thân yêu (tiếng Hàn: 윤희에게, tiếng Anh: Moonlit Winter) là một bộ phim Hàn Quốc phát hành năm 2019 của đạo diễn Lim Dae-hyung với sự tham gia của Kim Hee-ae, Yūko Nakamura, Kim So-hye. Phim được công chiếu tại lễ bế mạc của Liên hoan phim quốc tế Busan lần thứ 24.

## Nội dung
Yoon-Hee (Kim Hee-ae) sống cùng cô con gái tuổi teen Sae-Bom (Kim So-hye). Vào một ngày mùa đông, Yoon-Hee nhận được một lá thư từ Otaru, Nhật Bản. Sae-Bom vô tình đọc bức thư và biết về mối tình đầu của mẹ cô, điều mà trước đây bà chưa từng nhắc đến. Sae-Bom giấu việc cô đã biết về mối tình đầu của Yoon-Hee, và đề nghị 2 mẹ con cùng nhau đi du lịch đến Otaru, Nhật Bản. Ở đó, mẹ và con gái tận hưởng thời gian bên nhau. Yoon-Hee, bắt đầu tin rằng cô có thể gặp lại mối tình đầu của mình, cảm thấy trái tim mình rung động.

## Diễn viên
- Kim Hee-ae vai Yoon-hee
- Yūko Nakamura vai Jun
- Kim So-hye vai Sae-bom
- Sung Yu-bin vai Kyung-soo
- Hana Kino vai Masako

## Giải thưởng
| Năm  | Tên giải                                                       | Hạng mục                         | Người nhận     | Kết quả   |
| ---- | -------------------------------------------------------------- | -------------------------------- | -------------- | --------- |
| 2019 | Giải thưởng Cine 21                                            | Top 10 phim của năm              | Moonlit Winter | Hạng 8    |
| 2020 | Giải Đại Chung lần thứ 56                                      | Nữ diễn viên chính xuất sắc nhất | Kim Hee-ae     | Đề cử     |
| 2020 | Giải thưởng điện ảnh Wildflower lần thứ 7                      | Giải thưởng lớn                  | Lim Dae-hyung  | Đề cử     |
| 2020 | Giải thưởng điện ảnh Wildflower lần thứ 7                      | Đạo diễn xuất sắc nhất           | Lim Dae-hyung  | Đề cử     |
| 2020 | Giải thưởng điện ảnh Wildflower lần thứ 7                      | Sản xuất phim xuất sắc nhất      | Park Doo-hee   | Đoạt giải |
| 2020 | Giải thưởng điện ảnh Chunsa lần thứ 25                         | Đạo diễn xuất sắc nhất           | Lim Dae-hyung  | Đề cử     |
| 2020 | Giải thưởng điện ảnh Chunsa lần thứ 25                         | Nữ diễn viên chính xuất sắc nhất | Kim Hee-ae     | Đề cử     |
| 2020 | Giải thưởng điện ảnh Chunsa lần thứ 25                         | Kịch bản xuất sắc nhất           | Lim Dae-hyung  | Đề cử     |
| 2020 | Giải thưởng điện ảnh Chunsa lần thứ 25                         | Nữ diễn viên mới xuất sắc nhất   | Kim So-hye     | Đề cử     |
| 2020 | Giải thưởng Nghệ thuật Baeksang lần thứ 56                     | Nữ diễn viên chính xuất sắc nhất | Kim Hee-ae     | Đề cử     |
| 2020 | Giải thưởng Nghệ thuật Baeksang lần thứ 56                     | Nữ diễn viên mới xuất sắc        | Kim So-hye     | Đề cử     |
| 2020 | Giải thưởng Nghệ thuật Baeksang lần thứ 56                     | Kịch bản xuất sắc nhất           | Lim Dae-hyung  | Đề cử     |
| 2020 | Liên hoan phim điện ảnh Hàn Quốc Florence                      | Phim hay nhất                    | Moonlit Winter | Đoạt giải |
| 2020 | Giải thưởng điện ảnh Buil lần thứ 29                           | Phim hay nhất                    | Moonlit Winter | Đề cử     |
| 2020 | Giải thưởng điện ảnh Buil lần thứ 29                           | Đạo diễn xuất sắc nhất           | Lim Dae-hyung  | Đề cử     |
| 2020 | Giải thưởng điện ảnh Buil lần thứ 29                           | Nữ diễn viên chính xuất sắc nhất | Kim Hee Ae     | Đề cử     |
| 2020 | Giải thưởng điện ảnh Buil lần thứ 29                           | Nữ diễn viên mới xuất sắc nhất   | Kim So-hye     | Đề cử     |
| 2020 | Giải thưởng của Hiệp hội Nhà phê bình phim Hàn Quốc lần thứ 40 | Đạo diễn xuất sắc nhất           | Lim Dae-hyung  | Đoạt giải |
| 2020 | Giải thưởng của Hiệp hội Nhà phê bình phim Hàn Quốc lần thứ 40 | Kịch bản xuất sắc nhất           | Lim Dae-hyung  | Đoạt giải |
| 2020 | Giải thưởng của Hiệp hội Nhà phê bình phim Hàn Quốc lần thứ 40 | Nhạc phim xuất sắc nhất          | Kim Hae-won    | Đoạt giải |
| 2020 | Giải thưởng của Hiệp hội Nhà phê bình phim Hàn Quốc lần thứ 40 | Top 10 phim xuất sắc             | Moonlit Winter | Đoạt giải |
| 2020 | Giải thưởng của Hiệp hội phê bình phim Busan lần thứ 21        | Nữ diễn viên mới xuất sắc nhất   | Kim So-hye     | Đoạt giải |
| 2020 | Giải thưởng của Hiệp hội Nhà sản xuất phim Hàn Quốc lần thứ 7  | Nữ diễn viên chính xuất sắc nhất | Kim Hee Ae     | Đoạt giải |
| 2021 | Giải thưởng điện ảnh Rồng Xanh lần thứ 41                      | Phim hay nhất                    | Moonlit Winter | Đề cử     |
| 2021 | Giải thưởng điện ảnh Rồng Xanh lần thứ 41                      | Đạo diễn xuất sắc nhất           | Lim Dae-hyung  | Đoạt giải |
| 2021 | Giải thưởng điện ảnh Rồng Xanh lần thứ 41                      | Nữ diễn viên chính xuất sắc nhất | Kim Hee Ae     | Đề cử     |
| 2021 | Giải thưởng điện ảnh Rồng Xanh lần thứ 41                      | Nữ diễn viên mới xuất sắc nhất   | Kim So-hye     | Đề cử     |
| 2021 | Giải thưởng điện ảnh Rồng Xanh lần thứ 41                      | Kịch bản xuất sắc nhất           | Lim Dae-hyung  | Đoạt giải |
| 2021 | Giải thưởng điện ảnh Rồng Xanh lần thứ 41                      | Dựng phim xuất sắc nhất          | Park Se-young  | Đề cử     |
| 2021 | Giải thưởng điện ảnh Rồng Xanh lần thứ 41                      | Nhạc phim xuất sắc nhất          | Kim Hae-won    | Đề cử     |
| 2021 | Liên hoan phim Golden Cinema lần thứ 40                        | Nữ diễn viên mới xuất sắc nhất   | Kim So-hye     | Đoạt giải |